# Метагенез
Метагене́з (рос. метагенез, англ. metagenesis, нім. Metagenesis f, Metagenese f) — природний процес поступових значних змін осадових гірських порід. Настає після катагенезу і передує метаморфізмові. Метагенез полягає у перекристалізації аутигенних мінералів і глинистої речовини, розвитку і кристалізації основних породотвірних мінералів. На відміну від катагенезу, що змінює тільки окр. компоненти порід, М. захоплює всю мінеральну масу. Наприклад, глинисті мінерали перетворюються в слюду, гідроксиди алюмінію переходять в корунд, гідроґетити — в гематит і т. д. Одночасно посилюється взаємне проростання мінеральних зерен, але шарувата текстура гірських порід нерідко зберігається.